# Фејшл
Фејшл (енгл. facial) представља сексуални чин у којем мушкарац ејакулира сперму на лице једног или више сексуалних партнера. То је врста непенетративног секса, мада се најчешће упражњава након друге врсте сексуалне стимулације, као што су мастурбација, вагинални, анални или орални секс. Фејшл је честа појава у порнографији, најчешће као завршна сцена.
Сцени ејакулације по лицу обично претходе друге активности које изазивају сексуално узбуђење мушкарца. Након што је дошло до довољног нивоа стимулације, а ејакулација постане неизбежна, мушкарац поставља свој пенис тако да избачена сперма падне на лице партнера, односно партнерке.
Количину ејакулиране сперме условљава неколико предуслова, укључујући здравље мушкарца, старост, степен узбуђености, као и време претходне ејакулације. Уобичајена количина ејакулата износи између једног и по и пет милилитара (кафена кашика). Након кратког времена од ејакулације, сперма се згушњава, а петнаест минута до пола сата касније прелази у скроз течно стање.

## Здравствени утицај
Свака сексуална активност која укључује додир телесне течности других људи представља ризик за добијање полно преносивих болести. Сперма сама по себи не представља ризик ако додирне кожу или ако се прогута. Међутим, она може садржати узрочнике многих полно преносивих болести, укључујући ХИВ и хепатитис, те је зато Здравствени завод Калифорније сврстава као други потенцијално инфективни материјал.
Ризик којем су изложени мушкарац који ејакулира и партнер на којег ејакулира су знатно различити. За мушкарца који ејакулира ризик је малтене непостојећи, док је за партнера већи. Он проистиче из могућности да је инфицирана сперма дошла у контакт са осетљивом слузокожом особе на коју се ејакулира (очи, усне, уста).
У ретким случајевима, може доћи до алергијске реакције на ејакулат, назване хиперсензитивност на семену плазму. Симптоми алергије могу бити и локализовани и систематски, а укључују свраб, црвенило, оток и кожне чиреве до пола сата након контакта. Тежи случајеви укључују осип и тешко дисање. Особе алергичне на сперму избегавају додир са њом користећи кондом или десензитизацијом.

## Културолошки утицај
Ејакулирање по лицу је помињано у књижевности још пре савремене порнографије. Француски аристократа Маркиз де Сад га помиње у свом делу 120 дана Содоме, написаном 1785, а због свог садржаја забрањиваном и данас. У једном пасусу пише: Покажем им свој пенис, и шта онда? Штрцнем сперму у њихова лица... То је моја страст... а то ћеш ускоро и видети.
Седамдесетих година двадесетог века, хардкор порнографија је зачела употребу многих сексуалних чинова у филмовима, а као први камшот, где мушкарац ејакулира на начин на који се види највећи део поставке. Те сцене су укључивале глумицу која показује на који део тела жели да штрцај буде усмерен. У вези са данашњом употребом фејшла, Хуго Охира, маркетиншки директор Силверкеша, реторички пита: Ко не воли да сврши на лепо младо лице? Сем унутар обичне порнографије, популарност фејшла је довела до прављења сопственог ниша тржишта, као видео серије специјализоване за тај чин.